# Dario Đaković
Dario Đaković (* 20. April 1987 in Jugoslawien) ist ein österreichischer Fußballspieler mit bosnischen Wurzeln.
Der gebürtige Jugoslawe und spätere Bosnier begann seine Karriere beim SK Seefeld. Danach kam er ins Bundesnachwuchszentrum Tirol, ehe er sich dem WSG Swarovski Wattens, dem Satellitenklub des FC Wacker Tirol, anschloss. 2007 kam er zum nunmehrigen FC Wacker Innsbruck.
Am 13. Spieltag der Saison 2007/08, beim Spiel zwischen Wacker Innsbruck und SV Mattersburg, feierte er sein Bundesliga-Debüt. In der Winterpause 2007/08 wurde er an den SV Hall verliehen, kehrte nach dem Abstieg der Innsbrucker 2008 aber zurück in die deren Kampfmannschaft. Mit dem FC Wacker Innsbruck wurde Đaković in der Saison 2009/10 mit zwei Punkten Vorsprung auf den FC Admira Wacker Mödling Meister der zweitklassigen österreichischen Ersten Liga und stieg somit in die Bundesliga auf.

## Erfolge
- 1× Meister der zweitklassigen Ersten Liga: 2009/10